# Jaroslav Miko
Jaroslav Miko (* 5. února 1976 Chomutov) je lidskoprávní aktivista a řidič kamionu. V roce 2016 byl jedním ze zakladatelů humanitární iniciativy Češi pomáhají. Několik let také usiloval o přijetí dětí z válečných oblastí Sýrie. 

## Aktivity
Jaroslav Miko, občanský aktivista, komentátor společenského dění a řidič kamionu, spustil svůj nový podcast, jmenuje se Mikodrom a koná se v kamionu za jízdy, videorozhovory s veřejně činnými lidmi, kteří mají co říct o vážných tématech, ale i o sobě. Prvními hosty byli Miroslav Kalousek, Dana Drábová, Jiří Padevět, Nora Fridrichová, Vít Rakušan a Dominik Hašek.

## Jaroslav Miko v dokumentárním filmu
Režisér Robin Kvapil o Jaroslavu Mikovi natočil film More Miko.

## Politické působení
Ve volbách do Evropského parlamentu v červnu 2024 kandidoval jako nestraník za hnutí STAN na 10. místě kandidátky koalice „Starostové a osobnosti pro Evropu“ (tj. STAN, SLK a nezávislí). Ve volbách získal 692 preferenčních hlasů a skončil jako osmý náhradník.
Ve sněmovních volbách v roce 2025 kandiduje na 14. místě kandidátní listiny hnutí STAN ve Středočeském kraji.